# Okular
Okular je leća ili sustav leća kroz koji se gleda slika predmeta koju stvara neka optička naprava.
Okular omogućuje gledanje slike s manje udaljenosti nego što bi bilo moguće golim okom, pa se time postiže i veći vidni kut, tj. predmet čiju sliku gledamo izgleda veći.
Zbog potrebe za poboljšavanjem optičkih svojstava tijekom je vremena razvijeno mnogo tipova okulara, a najpoznatiji su:
- Huygensov
- Ramsdenov
- Kellnerov
- Abbeov ortoskopski
- Ploesslov

## Galerija
- Galilean eyepiece
- Kepler eyepiece
- Dolond eyepiece
- Herschel eyepiece
- Huygens eyepiece
- Ramsden eyepiece
- Kellner eyepiece
- Plössl eyepiece
- Steinheil eyepiece
- Monocentric eyepiece
- Orthoscopic eyepiece
- König eyepiece
- Erfle eyepiece
- RKE eyepiece
- Nagler eyepiece
- Nagler eyepiece